# Kissamey
Kissamey è un arrondissement del Benin situato nella città di Aplahoué (dipartimento di Kouffo) con 23.723 abitanti (dato 2006).